# Guillaume Raineau
Guillaume Raineau est un rameur français, né le 29 juin 1986 à Nantes.
En 2008, il participe à la finale du quatre sans barreur et termine à la 4e place. En 2009, avec Vincent Faucheux, Damien Margat et Charles Breschet, il décroche le titre de champion de France. En 2010, il décroche de nouveau un titre national avec Vincent Faucheux en deux sans barreur poids léger

## Palmarès

### Jeux olympiques
- 4e en quatre sans barreur poids léger à Pékin (2008)
- 3e en quatre sans barreur poids léger à Rio (2016)

### Championnats du monde d'aviron
- 4e en deux sans barreur poids léger aux Championnats du monde d'aviron 2007 à Munich
- 4e en quatre sans barreur poids léger aux Championnats du monde d'aviron 2009 à Poznań
- 3e en quatre sans barreur poids léger aux championnats du monde d'aviron 2015 à Aiguebelette

### Championnats d'Europe d'aviron
- 4e en quatre sans barreur poids léger aux Championnats d'Europe d'aviron 2008 à Athènes
- 3e en quatre sans barreur poids léger aux Championnats d'Europe d'aviron 2013 à Munich

### Championnats de France d'aviron
- 2 titres en 2009 et 2010

## Distinctions
- Chevalier de l'ordre national du Mérite le 1er décembre 2016[1]